# Aleksandr Aljechin

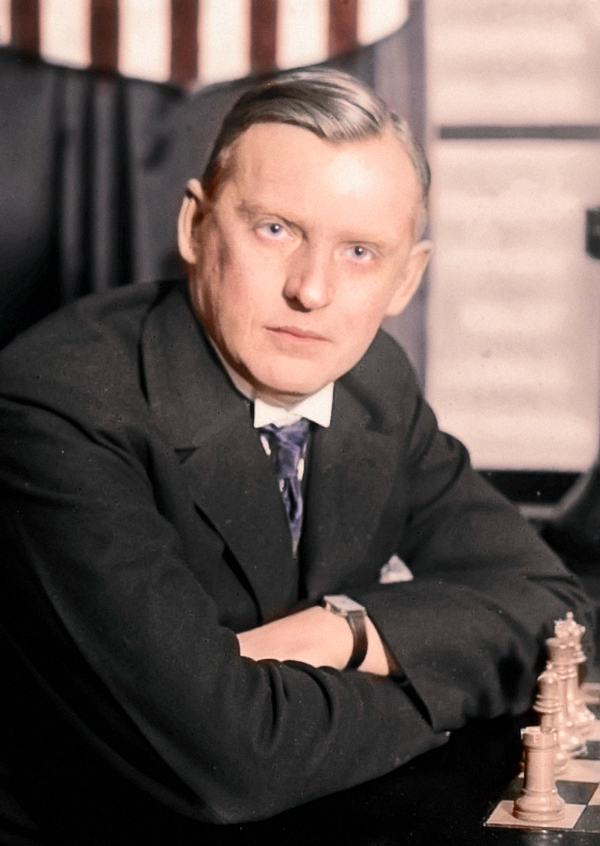
Aleksandr Aljechin

Aleksandr Aleksandrovitsj Aljechin (Russisch: Алекса́ндр Алекса́ндрович Але́хин) (Moskou, 1 november 1892 – Estoril (Portugal), 24 maart 1946) was een Russisch-Franse schaakgrootmeester.

## Levensloop
Aljechin leerde al jong schaken en op het beroemde toernooi in Sint-Petersburg in 1914 eindigde hij op de derde plaats achter Lasker en Capablanca.
Hij werd beroepsofficier in het Russische leger, maar met de Russische Revolutie in 1917 raakte hij ook zijn betrekking kwijt. Hij werd gevangengenomen en daarna zwierf hij een aantal jaren doelloos door het land. In 1920 won hij zowel het schaakkampioenschap van Moskou als dat van Rusland. In het voorjaar van 1921 verliet hij Rusland, vertrok naar West-Europa en kwam in Berlijn terecht. Hij deed mee met het wereldkampioenschap schaken en tot ieders verbazing versloeg hij in 1927 de wereldkampioen Capablanca en nam daarna diens plaats in. In datzelfde jaar werd hij ook genaturaliseerd tot Fransman. In 1930 won hij het grote toernooi te San Remo.
In 1935 schaakte hij tegen Max Euwe en deze laatste won de match met 15½–14½, waarna Euwe wereldkampioen werd. Het directe gevolg hiervan was een enorme opleving van het schaakspel in Nederland: jong en oud wilde schaken leren.
Aljechin verkeerde hierna in een dip, hij had een drankprobleem, maar in 1937 daagde hij Euwe toch uit en hij won nu met 15½–9½. Hij werd dus weer wereldkampioen en bleef dat tot zijn dood toe. In 1948 werd hij door Michail Botvinnik opgevolgd. In het AVRO-toernooi in 1938 werd Aljechin vierde.
Tijdens de Tweede Wereldoorlog speelde hij diverse toernooien in Duitsland en in door Duitsland bezet gebied. In 1941 verschenen antisemitische artikelen, getiteld "Arisch en Joods Schaak" onder zijn naam in de Franse Pariser Zeitung en in de Nederlandse Deutsche Zeitung. Diepgaand onderzoek heeft geen definitief bewijs opgeleverd van de authenticiteit van deze artikelen. Bij de deportatie van Salo Landau ging ook het gerucht dat Aljechin geweigerd had te helpen, maar ook dat lijkt niet bewezen. Hetzelfde gerucht ging omtrent geweigerde hulp aan Dawid Przepiórka, die net als Landau in een concentratiekamp omkwam. Na de oorlog bleek hij wel persona non grata te zijn geworden bij de organisatoren van toernooien.
Tegen het eind van de Tweede Wereldoorlog, toen het verlies van de nazi's onontkoombaar bleek, ging Aljechin naar het fascistische Spanje, waar hij welkom was. Hij speelde daar een aantal kleine toernooien en werd in 1946 in een hotelkamer in Estoril in Portugal dood in een stoel naast een tafel met schaakbord gevonden. De doodsoorzaak is nooit opgehelderd: ideeën hierover zijn dat hij in een stuk vlees gestikt is, een hersenbloeding kreeg, vermoord is, of zelfmoord pleegde. Hij is bijgezet in het beroemde Cimetière du Montparnasse in Parijs. Zijn begrafenis werd door de FIDE betaald.

## Aljechinopening
Naar hem is vernoemd de Aljechinverdediging, 1.e4 wordt met Pf6 beantwoord, deze zet speelde hij na een grondig onderzoek voor het eerst in Zürich in 1921.

## Openingen
Met wit speelde hij veelal 1.d4 en met zwart de schaakopening Spaans.